# Féléol
Féléol är ett periodiskt vattendrag i Burkina Faso.   Det ligger i regionen Sahel, i den nordöstra delen av landet, 260 km nordost om huvudstaden Ouagadougou.
Trakten runt Féléol består i huvudsak av gräsmarker. Runt Féléol är det ganska glesbefolkat, med 45 invånare per kvadratkilometer.